# We are the Damned United
We are the Damned United är en engelsk biografi utgiven 2009 om fotbollsklubben Leeds United  skriven av journalisten Phil Roston. Den handlar om Brian Cloughs 44 dagar som manager för klubben under inledningen av ligasäsongen 1974/1975. Boken gavs ut i United Kingdom av Mainstream Publishing Company och är en efterföljare till David Peaces roman från 2006 The Damned Utd, med syfte att ge en mer faktabaserad bild av skeenden och händelser under denna händelserika period. 
Boken är baserad på ett antal intervjuer av fotbollsspelare som spelade i Leeds under Cloughs tid i klubben.